# Opus (compositie)
Een opus is een enkelvoudige muzikale compositie. Het is een Latijns woord dat werk betekent. Het meervoud is opera.
De werken van sommige componisten worden vaak Opus # (afgekort op. #) genoemd, waarbij # een nummer is. De toegekende nummers volgen over het algemeen de chronologische volgorde van compositie of die van publicatie. Soms zijn opusnummers onderverdeeld in meerdere composities, zoals de strijkkwartetten op. 18 nr. 1 t/m 6 van Ludwig van Beethoven.
De opusnummers kunnen van de componist zelf zijn, maar worden ook regelmatig pas na overlijden van een componist door musicologen ter rubricering aan een serie werken toegekend. In dat geval wordt niet het woord opus gebruikt, maar de naam van degene die de rubricering gemaakt heeft, zoals Ludwig von Köchel bij de Köchelverzeichnis-indeling bij Mozart, waarbij het nummer wordt voorafgegaan door de letter K of KV (Köchelverzeichnis). Bij Franz Schubert bevat de eigen opusnummering lang niet alle werken, zodat bij voorkeur de D-(Deutsch)-nummering wordt gehanteerd. Zo staan de impromptu's voor piano bekend als op. 90 en op. 142, maar ook als D 899 resp. D 935. Hetzelfde geldt voor Carl Nielsen, die zo slordig omging met zijn opusnummers, dat de musicoloog Dan Fog alle werken opnieuw chronologisch heeft genummerd (FS-nummering).
Bij sommige componisten worden de werken niet chronologisch geschikt, maar volgens een meer inhoudelijke rubricering, zoals de Hoboken-Verzeichnis voor het werk van Joseph Haydn of de Bach-Werke-Verzeichnis voor Johann Sebastian Bach.

## Geschiedenis
Nummering van composities ontstond als gebruik aan het begin van de 17e eeuw. De Italiaanse componist Antonio Cifra (1584-1619) was een der eersten die een dergelijke nummering invoerde. Zijn nummeringssysteem werd al snel overgenomen door onder anderen Arcangelo Corelli en Antonio Vivaldi. De gewoonte bestond toen om composities in sets van zes stuks (of twaalf stuks) te publiceren. Bij Johann Sebastian Bach ziet men voorbeelden hiervan zoals in de zes Brandenburgse Concerten, de zes Partita's, de zes Engelse en zes Franse Suites. Het was usance elk setje van zes stukken dan één nummer te geven. In de 18e eeuw werd het afzonderlijk nummeren van werken steeds meer gebruikelijk. Niet alle componisten hanteerden echter een dergelijke nummering, en bij veel componisten was de nummering niet systematisch of chronologisch. Sommige componisten produceerden ook meer werken dan hun opusnummers doen vermoeden. Een opus dat na de dood van een componist wordt ontdekt of gerubriceerd heet meestal 'opus postumum' ofwel een postuum werk. In het geval van bijvoorbeeld Ludwig van Beethoven zijn een aantal werken die na diens dood zijn ontdekt gerubriceerd als WoO (Werke ohne Opuszahl).